# Lajkovits Ági

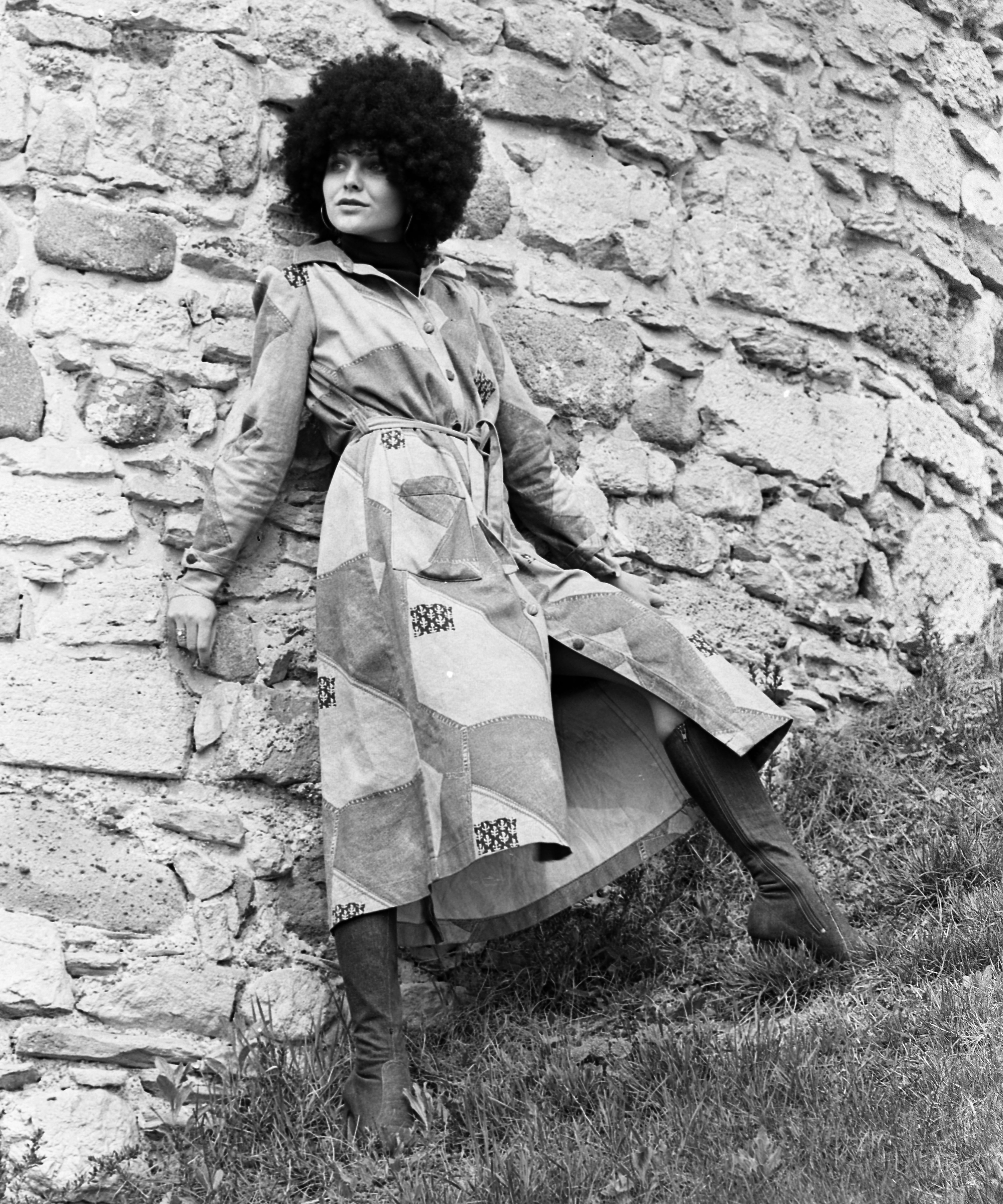
Lajkovits Ági 1975-ben (Fotó: Urbán Tamás)

Lajkovits Ágnes, ismert nevén Lajkovits Ági (1954. augusztus 23.) magyar modell, fotómodell, manöken.

## Élete
Az 1970-es, 1980-as évek ismert manökenje. Folyamatosan kapta a felkéréseket divatbemutatókra és fotózásokra.
Plakátokon, címlapokon és egyéb kiadványokban rendszeresen jelentek meg fotói, például  az Ez a Divat havilapban is. Híres plakátja például Finta József: Életbiztosítás-, vagy a Forte - Forte Fotokémiai Ipar - Photo plakátnaptára, és egy másik, 1978-ban készült Forte fotója BNV-nagydíj nyertes lett.
Elismert manöken volt,  nemcsak Magyarországon, hanem Angliaban, Olaszországban, Jugoszláviaban és Kuvaitban láthatta a közönség az általa bemutatott magyar modelleket. 1975-ben például Trogirban rendezték azt a nagyszabású, sokszínű divatfesztivált, ahol párizsi, moszkvai, londoni, malmői és mexikói kreációk mutatkoztak be. Itt Dombrády Éva, Lajkovits Ági is képviselte Magyarországot az OKISZ Labor ruháival. A divatfesztiválon más országok ruháit is bemutatták a manökenek. Húsz ország több mint negyven divattervezője mutatta be kollekcióit Trogir főterén. Itt Lajkovits Ági a szakma részéről rangos elismerést kapott, második helyezett lett a Miss Fesztivál megválasztásakor, Agneta Magnusson után.
A Ki lesz az év manökenje versenyben, az Ez a Divat szerkesztőség manökenjeként az olvasók 1977. évi szavazatai alapján 1978 januárjában kihirdetett eredménye szerint, a második helyezett lett.
Frenreisz Károly felesége volt, amikor megszületett két gyermeke, Zoltán és Zsófi.
- 1975. A Divat ünnepe címmel megrendezett divatfesztiválon, Trogirban második helyezett,[1]
- 1978-ban készült Forte fotója BNV-nagydíj nyertes.[2]
- 1978. A Ki lesz az év manökenje versenyben, az Ez a Divat szerkesztőség manökenjeként a második helyezett lett.[3]

## Fotósai voltak
Többek közt Bara István (fotóriporter), Finta József, Lengyel Miklós (fotóművész), Martin Gábor, Novotta Ferenc, Krista Gábor, Módos Gábor, Ács Irén, Urbán Tamás fotóművészek.